# Stazione di Mimomi
La stazione di Mimomi (実籾駅?, Mimomi-eki) è una stazione ferroviaria della città di Narashino, nella prefettura di Chiba, in Giappone servente la linea principale Keisei delle ferrovie Keisei.

## Linee
Ferrovie Keisei
● Linea principale Keisei

## Struttura
La stazione è dotata di due marciapiedi laterali, con due binari passanti in superficie, collegati al mezzanino sopraelevato da scale fisse e ascensori.
| 1 | ■ Linea principale Keisei | per Funabashi, Nippori, Keisei Ueno per Oshiage, linea Asakusa e linea Keikyū principale |
| 2 | ■ Linea principale Keisei | per Sakura e Narita Aeroporto                                                            |

## Stazioni adiacenti
| «                                 | Servizio                | »                       |
| Linea Keisei principale           | Linea Keisei principale | Linea Keisei principale |
| --------------------------------- | ----------------------- | ----------------------- |
| Keisei Ōkubo                      | ■ Locale ■ Rapido       | Yachiyodai              |
| Tutti gli altri treni non fermano |                         |                         |